# فرجينيا هاموند
فرجينيا هاموند (20 أغسطس 1893 - 6 أبريل 1972) هي ممثلة سينمائية ومسرح أمريكية.

## مسيرتها
بدأت هاموند مسيرتها السينمائية عام 1916 ، عندما ظهرت في الفيلم الصامت نسور المجتمع ، الذي لعبت فيه دور "السيدة أبر وون". في مسيرتها السينمائية ، لعبت هاموند دور البطولة وشاركت في تأليف أفلام مثل امرأة أي شخص ، الانتحال العظيم، قاضي فرجينيا ، القبلة ، شجاعة تشارلي تشان وشاندو الساحر. يعود الفضل الأخير لها في فيلم روميو وجولييت عام 1936 ، والذي لعبت فيه دور "سيدة مونتاج.

## روابط خارجية
- فرجينيا هاموند في قاعدة بيانات الأفلام على الإنترنت
- فرجينيا هاموند في تيرنر كلاسيك موفيز
- فرجينيا هاموند  على موقع أول موفي
- Rotten Tomatoes profile
- فرجينيا هاموند على موقع فايند أغريف